# Вудмир (Луизијана)
Вудмир (енгл. Woodmere) насељено је место без административног статуса у америчкој савезној држави Луизијана.

## Демографија
По попису из 2010. године број становника је 12.080, што је 978 (-7,5%) становника мање него 2000. године.
| Група             | 2000.         | 2010.         |
| Белци             | 2.899 (22,2%) | 1.081 (8,9%)  |
| Афроамериканци    | 8.536 (65,4%) | 9.715 (80,4%) |
| Азијати           | 783 (6,0%)    | 505 (4,2%)    |
| Хиспаноамериканци | 698 (5,3%)    | 703 (5,8%)    |
| Укупно            | 13.058        | 12.080        |